# Hotel Emiliano
O hotel Emiliano é um hotel-boutique no Brasil fundado por Carlos Alberto Filgueiras em 2001.
O hotel foi inaugurado em junho de 2001, na Rua Oscar Freire, um dos quadriláteros mais caros de São Paulo, em parceria com o cantor Roberto Carlos. O empreendimento é considerado pioneiro no Brasil no conceito de hotel-boutique no Brasil e um dos mais luxuosos do país.
Em 2016, foi aberta a segunda unidade na cidade do Rio de Janeiro, o Emiliano Rio. O terreno de mil metros quadrados em Copacabana foi comprado por 40 milhões de reais em 2012.